# 广州黄埔有轨电车1号线

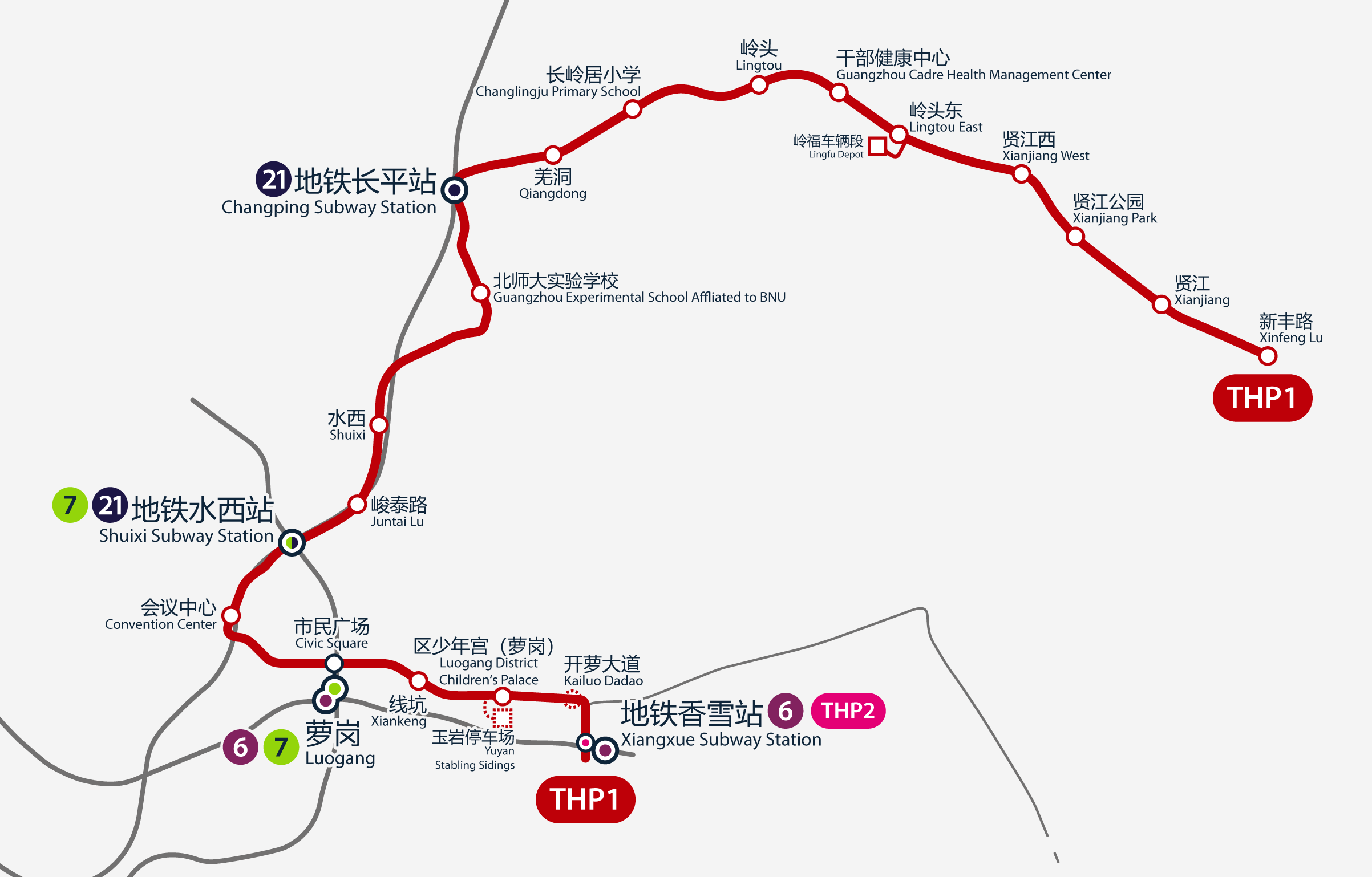
黃埔有軌電車THP1線路圖，按真實走向比例繪畫

广州黄埔有轨电车1号线是中国广东省广州市黄埔区的一条有轨电车线路，也是该区首条有轨电车线路。目前该线首期已正式开通，其中地铁长平－新丰路示范段于2020年7月1日开通，地铁香雪－北师大实验学校段于2020年12月28日开通。

## 线路走向
广州黄埔有轨电车1号线呈东西C形走向，线路起始于地铁香雪站，止于新丰路站。串联永和、长岭居、长平、水西村和黄埔政文中心片区。线路沿开萝大道、香雪大道、水西路、规划外环路、北师大二纵路西侧、长岭路和永顺大道敷设。线路全长约14.3km，平均站间距为0.79km。
线始始于开萝大道处的南面起点站地铁香雪站，向北至香雪大道路口后转入香雪大道以西路段，随后下跨北二环高速及通过香雪三路口、香雪二路口后，到达水西路口并转入水西路以北路段，随后下穿广佛肇高速公路后经过萝平路口，之后转向东行进入第一个高架区间，上跨北二环高速后转向北行，至此线路由高架段降落到地面，并设置北师大实验学校站后，线路进入第二个高架区间，在地铁长平站后转向东行，并逐渐从高架降落到永顺大道中间继续向东运行，在永顺大道经过两个下穿规划道路的下沉隧道，之后到达新丰路口西侧的新丰路站。

## 历史

### 规划
2014年，黄埔区政府提出将投资115.2亿元建设76.8公里的有轨电车，串联黄埔西区、东区和廣州科学城、萝岗中心区等经济带。
2015年1月27日，黄埔区区委书记陈志英带队访问海珠区时，搭乘了刚刚开通的广州市海珠环岛新型有轨电车并到广州地铁总部时提出要在黄埔区开通3条有轨电车路线的计划。在初期规划中，1号线从黄埔客运站到萝岗市民广场，线路全长约16.8公里。
2016年7月20日，广州开发区发展改革和金融工作局公布了《广州开发区2016年PPP储备项目库（第一批）》，正式提出萝岗拟建第一条有轨电车，串联开发区行政服务中心、长岭居和永和区域，定位为长岭居片区东西向的骨干公共交通系统，与地铁六号线、七号线和二十一号线换乘衔接。1号线改为从香雪站出发，并在绕了一个大弯后进入永和开发区。路线亦开始启动工程可行性研究报告和资料调查的公开招标。

### 建设

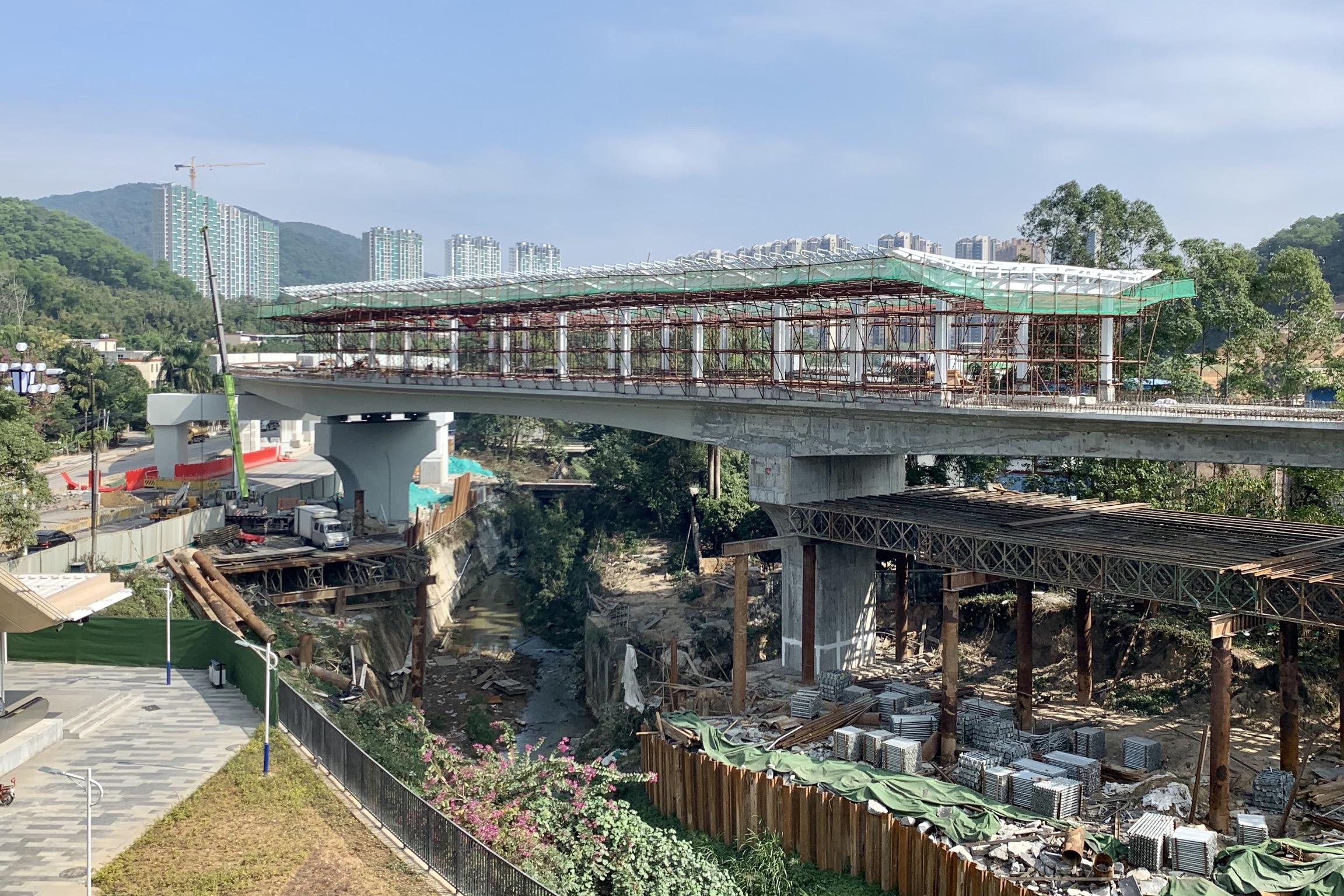
在建的地铁长平站（2019年12月）

2017年10月31日，黄埔有轨电车1号线举行动工仪式。
2018年4月17日，1号线正式进行环评公示。环评报告中，线路全长约14.4公里，线路从水西村至北师大段为高架线，高架线约1.31公里，其余均采用地面线。
2018年5月20日，由中铁二十二局集团有限公司市政工程公司承建的黄埔区有轨电车1号线项目在永顺大道先行段顺利开工。
2019年5月4日晚11时25分，随着中铁二十二局集团市政工程有限公司员工收工，广州黄埔区有轨电车1号线永顺特大桥首墩（23＃墩）完成浇筑，标志着此项目由地下桩基施工逐步转到地上墩柱施工阶段。
2019年9月20日凌晨，黄埔有轨电车1号线的首列电车运抵黄埔永顺大道，开始进行车辆上线调试，并从9月30日开始在长平~新丰路进行车辆空载试验。
2020年3月15日，作为先通示范段的北师大实验学校~新丰路段开始进行不载客试运行，次月16日移交运营单位（广州地铁集团旗下的广州有轨电车公司）进行运营调试。
2020年9月26日，香雪~北师大实验学校段开始进行不载客试运行，同年11月开始全线跑图。

### 运营

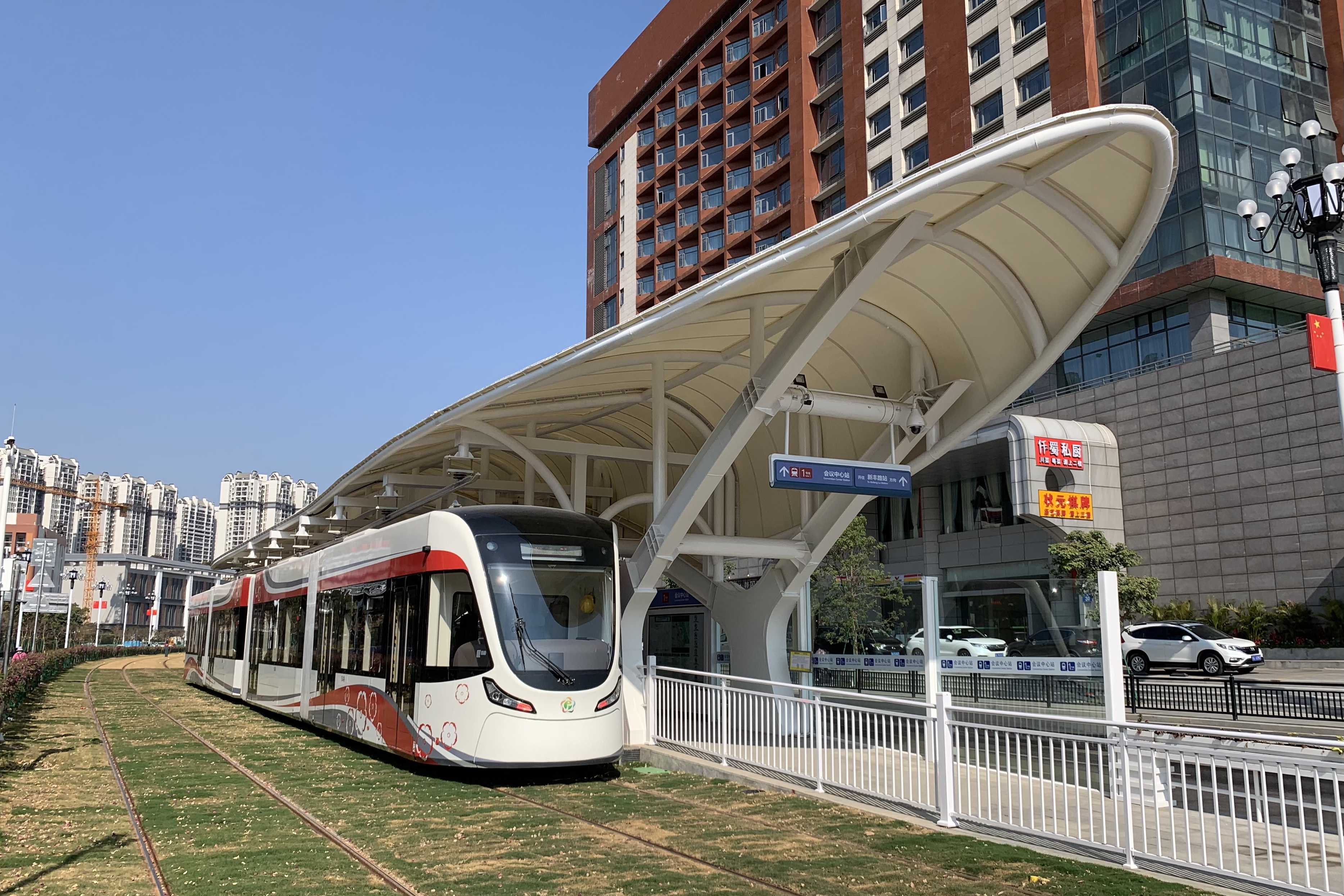
104号电车停靠于会议中心站

2020年7月1日，地铁长平~新丰路区段正式开通试运营。由于地铁长平站的站前和站后均未设置任何渡线，故列车需要前往尚未开放的北师大实验学校站进行站后折返，之后前往地铁长平站往新丰路方向的站台开始上客。同日，当局亦开通了“永和1线”和“永和2线”两条便民服务公交专线，以方便永和街的居民转乘有轨电车。
2020年12月28日，地铁香雪~北师大实验学校段正式通车，黄埔有轨电车1号线全线正式开通运营。

## 线路设施

### 车站
黄埔有轨电车1号线目前设置19座车站（其中高架站1座，地面站18座），并预留1座车站。
| 車站編號 | 站名             | 接駁路线                               | 车站形式         | 啟用時間       |
| -------- | ---------------- | -------------------------------------- | ---------------- | -------------- |
| THP119   | 新丰路           |                                        | 地面平行侧式站台 | 2020年7月1日   |
| THP118   | 贤江             |                                        | 地面交错侧式站台 | 2020年7月1日   |
| THP117   | 贤江公园         |                                        | 地面交错侧式站台 | 2020年7月1日   |
| THP116   | 贤江西           |                                        | 地面平行侧式站台 | 2020年7月1日   |
| THP115   | 岭头东           |                                        | 地面平行侧式站台 | 2020年7月1日   |
| THP114   | 干部健康中心     |                                        | 地面平行侧式站台 | 2020年7月1日   |
| THP113   | 岭头             |                                        | 地面平行侧式站台 | 2020年7月1日   |
| THP112   | 长岭居小学       |                                        | 地面平行侧式站台 | 2020年7月1日   |
| THP111   | 羌洞             |                                        | 地面交错侧式站台 | 2020年7月1日   |
| THP110   | 地铁长平         | 长平站：21号线 2111                    | 高架平行侧式站台 | 2020年7月1日   |
| THP109   | 北师大实验学校   |                                        | 地面平行侧式站台 | 2020年12月28日 |
| THP108   | 水西             |                                        | 地面平行侧式站台 | 2020年12月28日 |
| THP107   | 峻泰路           |                                        | 地面平行侧式站台 | 2020年12月28日 |
| THP106   | 地铁水西         | 水西站：21号线 2110、7号线 719         | 地面平行侧式站台 | 2020年12月28日 |
| THP105   | 会议中心         |                                        | 地面交错侧式站台 | 2020年12月28日 |
| THP104   | 市民广场         | 萝岗站：6号线 631、7号线 718           | 地面交错侧式站台 | 2020年12月28日 |
| THP103   | 线坑             |                                        | 地面平行侧式站台 | 2020年12月28日 |
| THP102   | 区少年宫（萝岗） |                                        | 地面平行侧式站台 | 2020年12月28日 |
|          | 开萝大道         |                                        | 地面平行侧式站台 | 规划站点       |
| THP101   | 地铁香雪         | 黄埔有轨2号线 THP201 香雪站：6号线 632 | 地面岛式站台     | 2020年12月28日 |

### 车辆基地

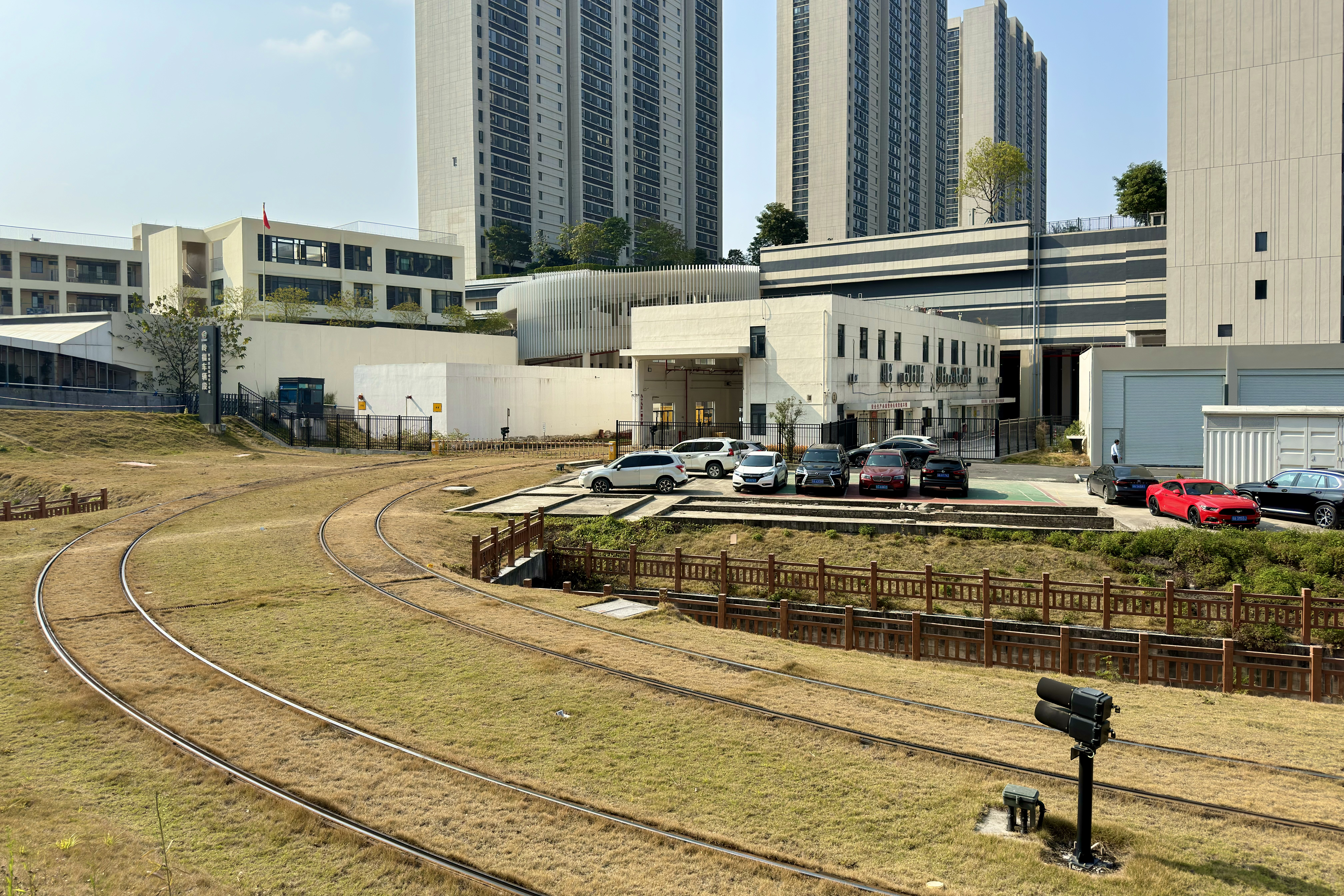
岭福车辆段

黄埔有轨电车1号线在永顺大道南侧、岭头东站附近设有岭福车辆段。该车辆段为定修级车辆段，停车列检库设4线12列位，周月检库设1线3列位，定临修库1线2列位。全线控制中心亦设于此，同时有上盖物业发展。
本线曾在香雪大道南侧、区少年宫（萝岗）站附近规划有玉岩停车场。1号线建设时，业主预期岭福车辆段已能满足初期需求，而未建设玉岩停车场，同时提出将该停车场剔除出黄埔有轨1号线PPP项目包，留待后续实施；而停车场上盖物业照常推进建设。后停车场交由黄埔区属的玉岩置业投资公司管理，该公司则计划将其改建为公共停车场。

## 行車安排
黄埔有轨电车1号线目前在工作日早晚高峰及节假日高峰时段的行车间隔贴近7分钟，其余时段的行车间隔约为13分钟。

## 车辆
黄埔有轨电车1号线使用中车株洲电力机车制造的4节编组（远期扩编为6节编组）列车，每列车全长37米，宽2.65米，高3.68米，最高运行速度 70 km/h，平均速度 30 km/h；全列额定载员280人，最大载员360人，座席50人。列车采用“超级电容+钛酸锂电池”作为储能装置供电，车辆制动时可将 80% 以上的制动能量回收至超级电容中，实现能量的循环利用。

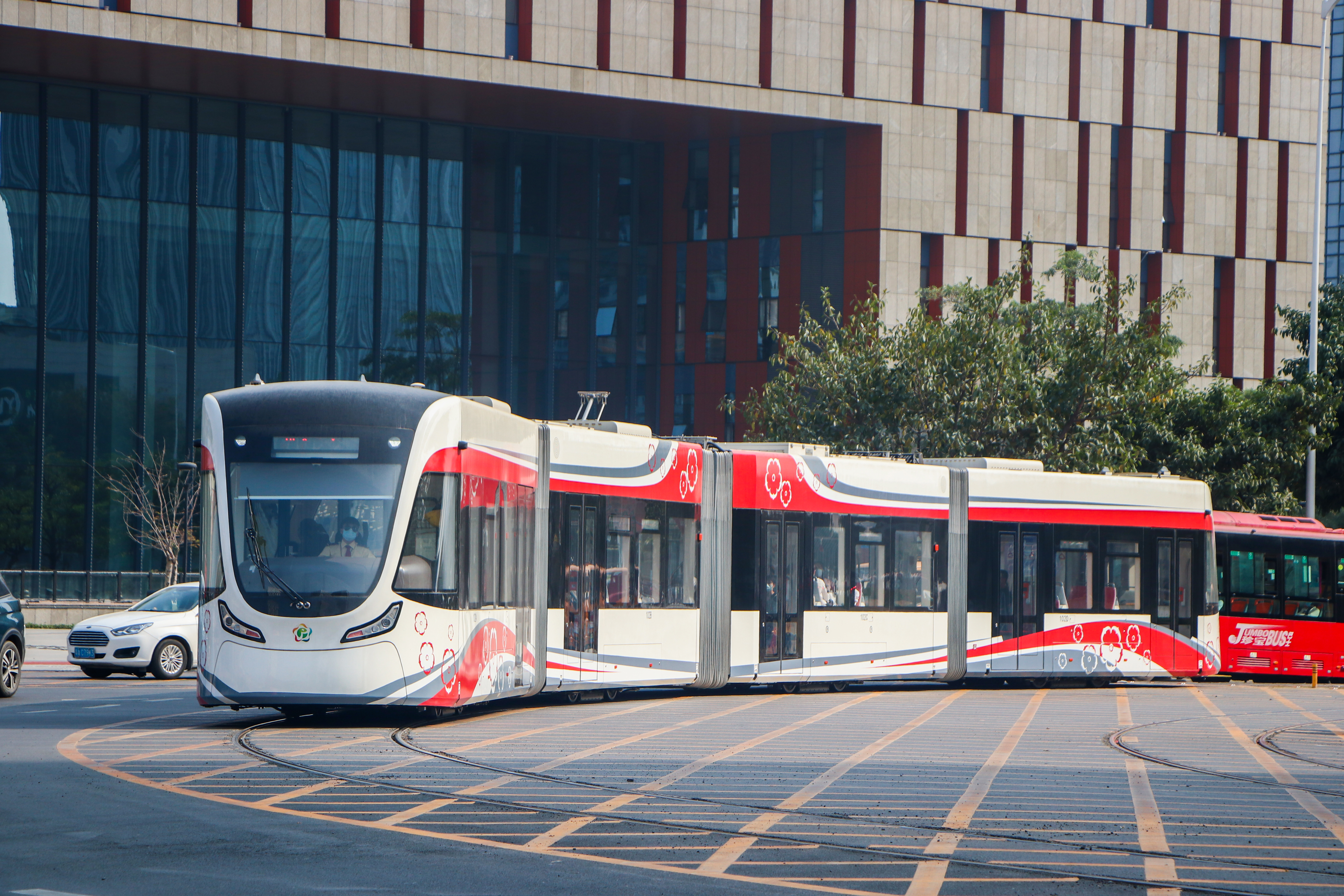
102号电车开往新丰路站
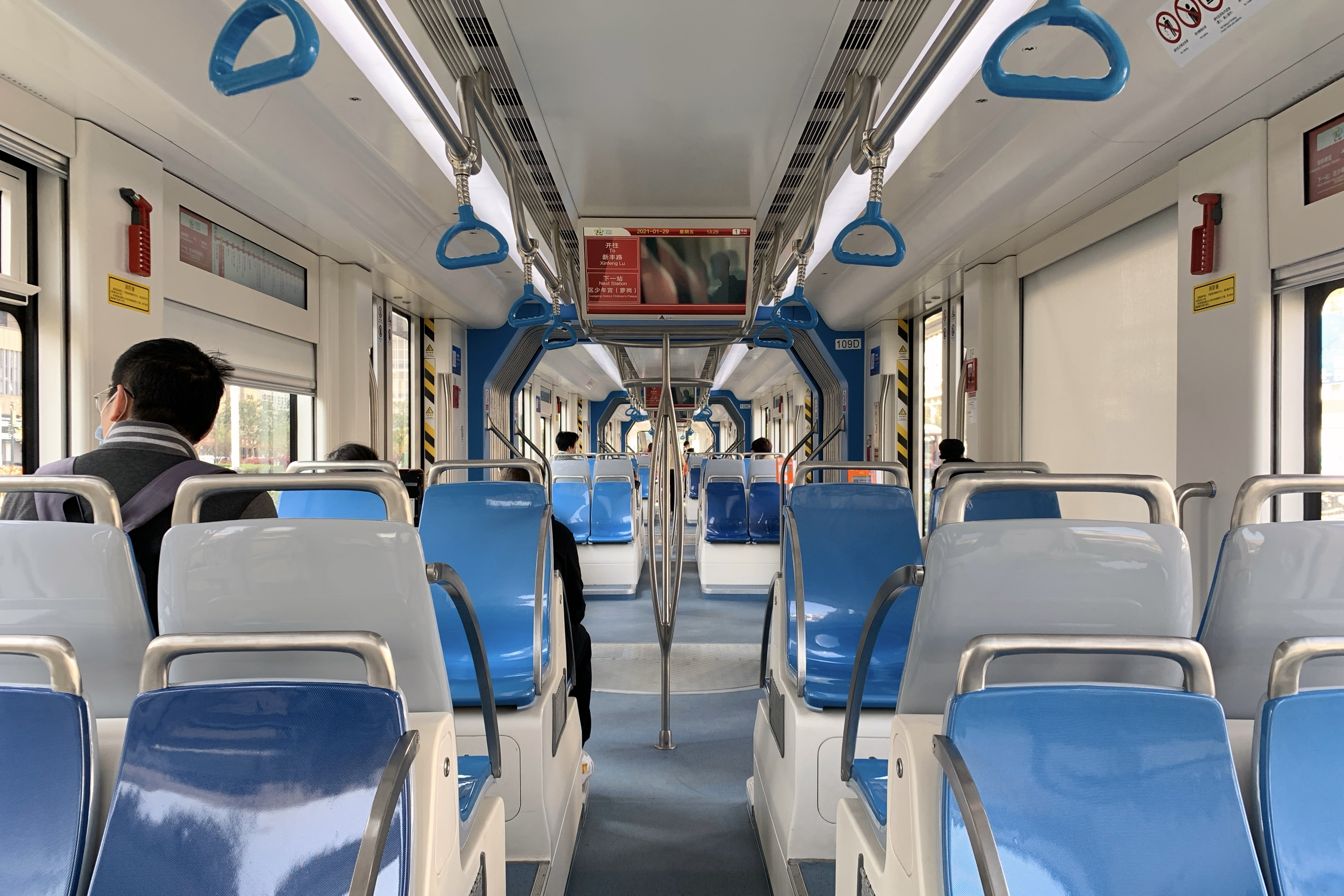
109号电车内部

|            | 黄埔有轨电车1号线（THP1）列车                                      | 黄埔有轨电车1号线（THP1）列车                      | 黄埔有轨电车1号线（THP1）列车                                               | 黄埔有轨电车1号线（THP1）列车                      | 黄埔有轨电车1号线（THP1）列车        | 黄埔有轨电车1号线（THP1）列车 | 黄埔有轨电车1号线（THP1）列车                                               | 黄埔有轨电车1号线（THP1）列车                      | 黄埔有轨电车1号线（THP1）列车                      | 黄埔有轨电车1号线（THP1）列车                                               | 黄埔有轨电车1号线（THP1）列车                      | 黄埔有轨电车1号线（THP1）列车                                      |
| ---------- | ------------------------------------------------------------------ | -------------------------------------------------- | --------------------------------------------------------------------------- | -------------------------------------------------- | ------------------------------------ | ----------------------------- | --------------------------------------------------------------------------- | -------------------------------------------------- | -------------------------------------------------- | --------------------------------------------------------------------------- | -------------------------------------------------- | ------------------------------------------------------------------ |
| 車廂編號   | 1××A                                                               | 1××A                                               | 1××A                                                                        | 1××A                                               | 1××B                                 | 1××B                          | 1××C                                                                        | 1××C                                               | 1××D                                               | 1××D                                                                        | 1××D                                               | 1××D                                                               |
| 列车编组   | Mc1                                                                | Mc1                                                | Mc1                                                                         | Mc1                                                | T                                    | T                             | M                                                                           | M                                                  | Mc2                                                | Mc2                                                                         | Mc2                                                | Mc2                                                                |
| 电气设备   | 牵引电动机：中车株洲电机制 YQ-110A 额定功率 110 kW                 | 牵引电动机：中车株洲电机制 YQ-110A 额定功率 110 kW | 牵引电动机：中车株洲电机制 YQ-110A 额定功率 110 kW                          | 牵引电动机：中车株洲电机制 YQ-110A 额定功率 110 kW | 储能电源 EC316A DC 900 V 55.2 F EDLC | 高压电器箱 中车时代电气制     | 牵引电动机：中车株洲电机制 YQ-110A 额定功率 110 kW                          | 牵引电动机：中车株洲电机制 YQ-110A 额定功率 110 kW | 牵引电动机：中车株洲电机制 YQ-110A 额定功率 110 kW | 牵引电动机：中车株洲电机制 YQ-110A 额定功率 110 kW                          | 牵引电动机：中车株洲电机制 YQ-110A 额定功率 110 kW | 牵引电动机：中车株洲电机制 YQ-110A 额定功率 110 kW                 |
| 电气设备   | DC-DC 充电机 t Power-AC21 (750/CP3) 中车时代电气制 DC 27 V · 12 kW | 蓄电池 低压箱 DC 24 V                              | 牵引逆变器 t Power-TN9 (UR3/JP4) 中车时代电气制 DC 750 V · 500 A IGBT－VVVF | 储能电源 EC316A DC 900 V 55.2 F EDLC               | 储能电源 EC316A DC 900 V 55.2 F EDLC | 高压电器箱 中车时代电气制     | 牵引逆变器 t Power-TN9 (UR3/JP4) 中车时代电气制 DC 750 V · 500 A IGBT－VVVF | 蓄电池组 北京北交 新能科技制                       | 储能电源 EC316A DC 900 V 55.2 F EDLC               | 牵引逆变器 t Power-TN9 (UR3/JP4) 中车时代电气制 DC 750 V · 500 A IGBT－VVVF | 车载双向 充电装置 ES11                             | DC-DC 充电机 t Power-AC21 (750/CP3) 中车时代电气制 DC 27 V · 12 kW |
| 额定载客量 | 70 人                                                              | 70 人                                              | 70 人                                                                       | 70 人                                              | 70 人                                | 70 人                         | 70 人                                                                       | 70 人                                              | 70 人                                              | 70 人                                                                       | 70 人                                              | 70 人                                                              |
| 极限载客量 | 90 人                                                              | 90 人                                              | 90 人                                                                       | 90 人                                              | 90 人                                | 90 人                         | 90 人                                                                       | 90 人                                              | 90 人                                              | 90 人                                                                       | 90 人                                              | 90 人                                                              |

- 102号电车开往新丰路站
- 109号电车内部

## 票务
黄埔有轨电车1号线目前不论距离一律2元人民币，可使用纸质车票、交通卡和广州公共交通乘车码（2023年9月1日起）付费，其验票机设于列车车厢内近车门处。本线的验票机曾与海珠有轨电车1号线的类似，2023年8月底改为支持广州公共交通乘车码的验票机（样式与广州公交现用的验票机类似），验票方式相应调整为：
- 纸质车票：由乘务员进行人工验票。（纸质车票的售票机设于车站站台，支持现金、微信支付、支付宝和数字人民币购票。车票上印有二维码，其曾用于验票，在线路更换验票机后暂时停用。）
- 广州公共交通乘车码：上车后将乘车码向上对准验票机的二维码扫描区。（使用乘车码的票价纳入广州市公交地铁优惠范围。）
- 嶺南通或带有交通联合标识的交通卡：上车后在验票机处刷卡。（使用交通卡的票价纳入广州市公交地铁优惠范围。）

## 未来发展

### 东延段
为避免与规划中的广州地铁23号线重复建设，黄埔有轨电车1号线在首期建设时止步于新丰路，未能覆盖到永和片区内多个人口覆盖区，因此给相关居民造成不便。2021年1月，1号线东延段项目开始进行前期招标。根据招标文件，1号线将从新丰路站开始沿永顺大道东延2.86km至桑田三路路口，增设永和大道、新庄三路、新业路和桑田三路共4个车站。
2022年8月，黄埔区政府回复网友留言时称，因市级有轨电车线网规划和近期建设规划未能获批，导致东延段项目工程立项受到影响。一年后再回复称，已完成PPP合同变更补充协议，但因财政部PPP项目库关闭、开库时间未定，项目方已暂缓推进1号线东延段工作。

### 远期规划
线路预留远期继续东延至增城开发区的条件。